# Kamisama Kazoku
Kamisama Kazoku (яп. 神様家族 букв. «Божественная семейка») — серия лайт-новел Кувасимы Ёсикадзу, впервые увидевшая свет в 2003 году. Впоследствии по мотивам сюжета были созданы манга и аниме, включившее в себя 13 эпизодов и транслировавшееся в середине 2006 года в сети Animax.

## Завязка сюжета
Сюжет рассказывает о молодом боге Саматаро — для обретения навыка общения с людьми он вынужден ходить в обычную человеческую школу. Под присмотром отца, выполняющего любое, даже безумное, желание сына и ангела-хранителя Тэнко. Саматаро пытается найти друзей и не попасть в очередную беду.

## Персонажи

### Основные
- Саматаро Камияма или просто Камияма (яп. 神山 佐間太郎 Камияма Саматаро:) — один из главных героев, сын бога и сам начинающий бог. Живёт на Земле чтобы научиться хорошо понимать людей, ведь для бога это очень важно. Сначала влюбляется в переведённую на время ученицу Камори Кумико, но к концу сериала понимает, что по-настоящему любит Тэнко.
- Тэнко (яп. 神山テンコ) — ангел-хранитель Саматаро. Её нашли на пороге роддома в то же время, когда родился Саматаро, и Папа-сан назвал её Тэнко (от Тэнси (яп. 天使 «ангел»)). Выросла вместе с Саматаро. Любит его, хоть и вначале помогает ему с первой любовью Кумико. Живет с семьёй богов, занимается дома по хозяйству. Очень часто повторяет «ведь я всего лишь ангел-хранитель бога».
- Кумико Комори (яп. 小森久美 Комори Кумико) — переведённая на время новая одноклассница Саматаро и Тэнко. Сразу же влюбляет в себя юного бога. Очень красива, добра. Вскоре начинает испытывать чувства к Саматаро. Дочь Акумы (Дьявол), но в силу своей доброты уходит от матери-дьявола и в конце становится ангелом.

### Второстепенные
- Осаму Камияма или Папа-сан (яп. 神山 Камияма Осаму) — отец Саматаро, бог. Пока сын не попросил оставить его в покое, сидел дома и следил за Саматаро выполняя все его желания (частенько этим самым и подставляя). Весёлый и раскрепощённый, с чувством юмора которое льётся через край. После просьбы сына опять начал работать в своем кабинете на небесах, вылавливая удочкой желания людей из потока молитв, идущих от сердца и выполняя их.
- Венера Камияма или Мама-сан (яп. 神山 Камияма Би:насу) — мать Саматаро, эксцентричная богиня, пытающаяся постоянно в шутку влюбить в себя сына. Часто одевается в откровенно вызывающие наряды вместе с дочерьми перед Саматаро. Постоянно занимается йогой, сильно заботится о своей внешности. Когда в одной из серий маленькая Ай-тян называет её «девушка» — от негативного отношения к Ай не остаётся и следа. Любит Папу-сана.
- Миса Камияма (яп. 神山美 Камияма Миса) — старшая сестра Саматаро. Невероятно красивая и обольстительная будущая богиня. Частенько пользуется своей силой богини чтобы развлечься (подставляя или, как она говорит, «помогая» Саматаро с его чувствами). Тоже часто пытается влюбить в себя начинающего бога. И её, и Маму-сан Тэнко постоянно ругает за неправильное поведение.
- Мэмэ Камияма (яп. 神山 Камияма Мэмэ) — младшая сестра Саматаро. Самая рассудительная (не считая Тэнко) в семье, но легко поддается влиянию матери и сестры. Спокойная и почти всегда без эмоций на лице.
- Синъити Курисима (яп. 雾岛进 Курисима Синъити) — друг Саматаро и Тэнко, их одноклассник. Встречается с Ай-тян. Очень часто заглядывается на девочек. Легко влияет на Саматаро при помощи якисоба-хлеба, который тот очень любит.
- Ай Татибана или Ай-тян (яп. 橘愛 Татибана Ай) — девушка, которая долгое время провела в больнице. После изменения реальности стала встречаться с Синъити Курисимой. Часто злится на него, когда он по привычке флиртует с другими девушками.
- Фумико Комори или Дьяволица (яп. 小森 Комори Фумико) — мать Кумико, дьявол. Подкрепляет свои силы тем, что питается душами людей, к которым является во снах. Изначально была ангелом, партнёром Сугуро, полюбила человека и родила от него дочь. Но человек не смог жить с ангелами и бросил их. Это очернило сердце Фумико, тогда таящийся в ней дьявол стал мстить людям.
- Сугуру (яп. スグル) — архангел, показывающийся только в форме летающей свиньи-копилки. Был напарником Фумико. Предположительно отец Тэнко. Был послан на Землю к Тэнко, чтобы забрать её на небеса, так как её миссия выполнена. Любит подсчитывать деньги, которые в него кладут, а за монетку в 500 йен (максимальный номинал японских монет) выдает бумажку с предсказанием удачи/неудачи.

## Аниме
| № серии | Название серии | Трансляция в Японии |
| ------- | --- | ------------------- |
| 1       | Do You Believe in God? / Верите ли вы в Бога? «Kamisama Shinjimasuka?» (神様信じますか?)                                                                      | 2006-05-18          |
| 2       | The Intense, Major Operation for Samataro's First Love / Операция первая. Любовь Саматаро «Samatarō Hatsukoi Mōretsu Daisakusen» (佐間太郎初恋モーレツ大作戦) | 2006-05-25          |
| 3       | My Heart's Wavering Roulette Wheel / Рулетка разбитых сердец «Yureru Kokoro no Rūretto» (揺れる心のルーレット)                                                | 2006-06-01          |
| 4       | Samataro's Miracle / Слёзы Тэнко перед блестящими крыльями «Tenko no Namida - Kagayaku Tsubasa no Saki ni» (天使の涙 輝く翼の先に...)                         | 2006-06-08          |
| 5       | The Season Of Love? Interested In Him? / Сезон любви «Koi no Kisetsu? Ki ni naru Aitsu?» (恋の季節?!気になるアイツ?)                                          | 2006-06-15          |
| 6       | Tenko's Baby / Ребёнок Тэнко «Tenko no Akachan» (テンコの赤ちゃん)                                                                                            | 2006-06-22          |
| 7       | Growing Girl / Растущая девочка «Hatsuiku Shōjo» (発育少女)                                                                                                   | 2006-06-29          |
| 8       | Important Friend / Драгоценный друг «Taisetsu na Otomodachi» (たいせつなおともだち)                                                                           | 2006-07-06          |
| 9       | First Love Once More... / Первая любовь снова «Hatsukoi Matatabi...» (初恋 再び...)                                                                           | 2006-07-13          |
| 10      | Pink Savings In A Teary Heart?! / Слёзы сердца в розовой копилке «Namida no Hāto de Momoiro Chokin?!» (涙のハートで桃色貯金?!)                                | 2006-07-20          |
| 11      | Midnight Girl / Полуночная девочка «Mayonaka no Shōjo» (真夜中の少女)                                                                                         | 2006-07-27          |
| 12      | Kiss / Поцелуй «Kisu» (キス) | 2006-08-03          |
| 13      | The Bonds That Connect Angels' Prayers / Молитва ангелов. Соединение уз «Tenshi no Inori Tsunagaru Kizuna» (天使の祈りつながる 絆)                            | 2006-08-10          |

### Музыкальное сопровождение
- Открывающая тема — «Brand New Morning» (исполняет Май Мидзухаси)
- Закрывающая тема — «Toshokan de wa Oshiete Kurenai, Tenshi no Himitsu» (исполняют Май Мидзухаси, Маю Кудо и Фумика Иваки)